# Alain Boulay
Pour les articles homonymes, voir Boulay.
Alain Boulay, né en 1947,  a créé en juin 1991 avec son épouse Marie-José, l'association Aide aux Parents d'Enfants Victimes ou APEV, dont il est le président à la suite de l'enlèvement et de l'assassinat en 1988 de leur fille de 10 ans, Delphine, par Gérard Lebourg.

## Biographie
Alain Boulay et sa femme ont étudié au Québec, dès 1992, les structures existantes pour le traitement des pédophiles et la recherche des enfants disparus. Ils sont, par l’intermédiaire de l’APEV, à l’initiative de certains grands changements, dont : l’amélioration du droit des victimes, le suivi socio-judiciaire des agresseurs sexuels (loi de juin 1998), le traitement des pédophiles, la création du fichier d'empreintes génétiques (FNAEG), la création de l'Office Central pour les Disparitions Inquiétantes de Personnes, et le système Alerte-Enlèvement mis en place en 2006.
Alain Boulay a été sollicité par Nicole Guedj, secrétaire d'État aux droits des victimes, pour représenter les associations au sein du groupe de travail pour étudier la mise en place en France du plan Alerte-Enlèvement (d'octobre 2004 à mars 2005). Il a participé, en 2006, au côté des responsables des autres associations (La voix de l'enfant, l'INAVEM, l'APACS, Innocence en danger, FPASVV, La mouette, Fondation pour l'enfance) aux réunions de lancement du plan par la Chancellerie. Amber alert,.
Son association regroupe et aide plus de 250 familles dont un enfant a disparu ou a été assassiné.

## Décorations
- Officier de l'ordre national du Mérite Il est fait chevalier le 14 novembre 2002[9], puis est promu officier le 15 novembre 2018[10].
- Chevalier de la Légion d'honneur Il est fait chevalier le 31 décembre 2005[11].